# Stronghold Crusader 2
Stronghold Crusader 2 é o mais recente título da franquia de jogos de RTS da Firefly Studios, lançado no dia 23 de setembro de 2014. Crusader 2 é uma sequência para o título de 2002 Stronghold: Crusader e é, segundo o Lead Designer da  Firefly Studios, Simon Bradbury, "nosso jogo favorito, o jogo favorito de nossos fãs e o jogo que nós esperamos anos para colocar em produção"" A Firefly Studios está ela mesma publicando o jogo.

## Jogabilidade
A primeira demonstração de jogabilidade foi dada aos jornalistas na E3 2013 e o primeiro trailer, mostrando cenas pre-alpha, foi mostrado na Gamescom 2013. Ambos, demo e trailer, mostraram vários novos aspectos que o novo jogo vai introduzir na série.

### Conteúdo
O jogo foi o primeiro da série Crusader a ter uma engine 3D, foi o primeiro a reter todos os elementos do jogo original em 2D além de adicionar novo conteúdo como "novas unidades como o cruel Senhor de Escravos, novos oponentes IA mais fortes, eventos dinâmicos no mapa, como o Enxame de Gafanhotos", assim como novos visuais, uma nova interface de batalha, e melhorias na engine incluindo efeitos, animações e física em tempo real."
Uma funcionalidade completamente nova para a série é o multijogador cooperativo, no qual dois jogadores tomam o controle de um único castelo e dividem unidades e recursos enquanto lutam contra inimigos em comum. Crusader 2 vai contar com duas campanhas históricas individuais, uma para os Cruzados e outra para os Árabes já no lançamento. O jogo vai ser focado principalmente no modo skirmish, similar ao Stronghold Crusader original. Isso inclui, como em Stronghold Crusader, trilhas skirmish; nas quais jogadores precisam lutar através de mapas skirmish interligados com diferentes configurações em uma ordem particular. O jogo pretende contar com mais foco na batalha com pouco governo, mas ainda assim substancial.

### Extras
Assim como nos títulos anteriores da série, foi adcionado um editor de mapa completo para os usuários criarem e compartilharem seus mapas para o jogo. Robert Euvino, que trabalhou nos títulos anteriores, compôs uma trilha sonora totalmente original para o jogo.

### Requisitos Mínimos de Sistema
- Sistema Operacional: Windows® XP/Windows Vista/Windows 7/Windows 8 (service packs mais recentes) with DirectX 9.0c
- Processador: Intel Core2 Duo 2Ghz ou equivalente
- Memória: 2GB RAM
- Video: NVIDIA® GeForce® 8800GT 512MB or AMD Radeon™ HD 2900XT 512MB ou melhor.
- Espaço Livre: 6 GB livres de HD
- Internet: Conexão de Banda Larga [8]